# 早川橋梁 (小田急箱根鉄道線)

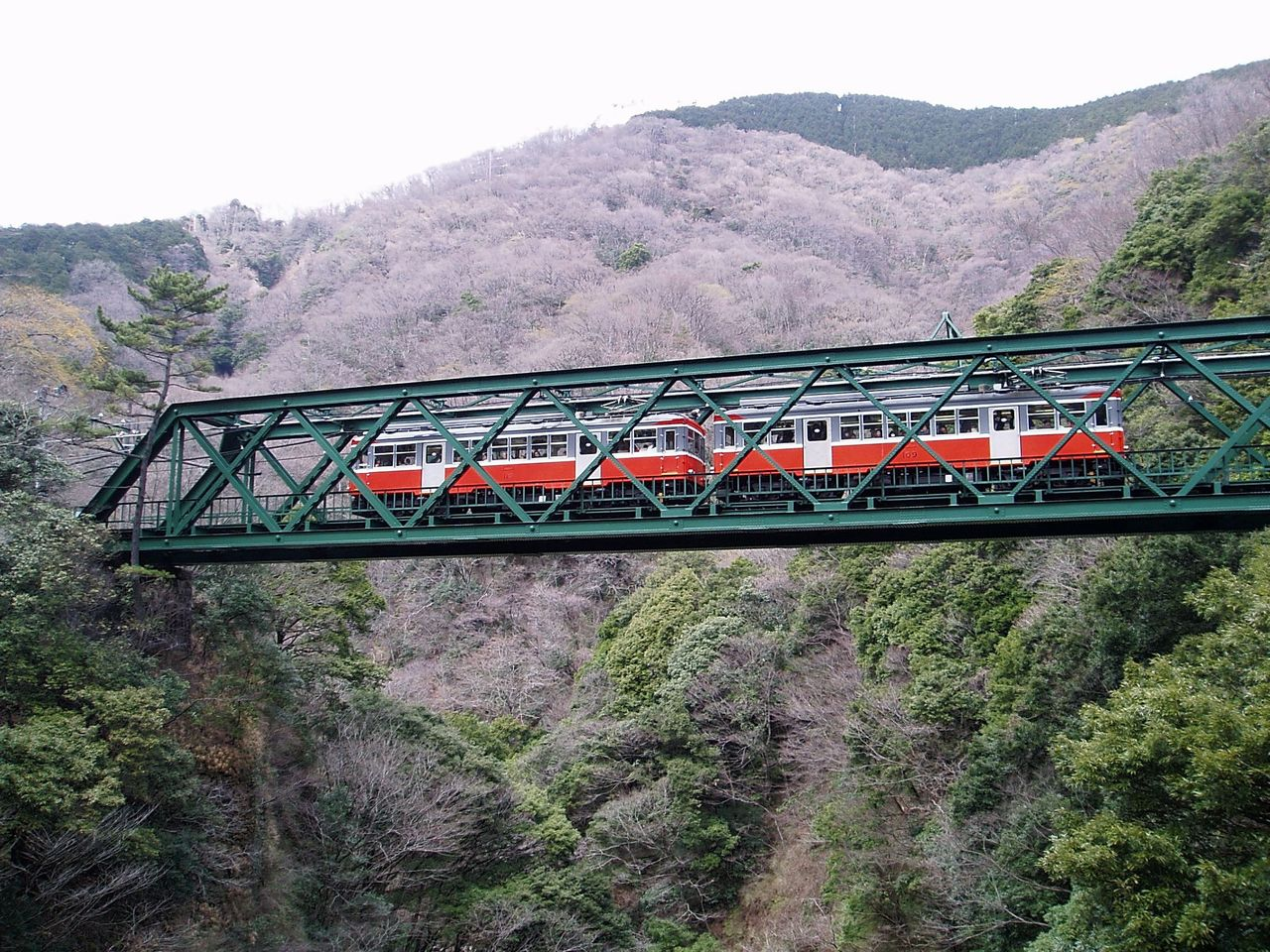
早川橋梁

早川橋梁（はやかわきょうりょう）は、神奈川県足柄下郡箱根町の小田急箱根鉄道線（箱根登山電車）塔ノ沢駅 - 出山信号場間にあり、早川に架かる鉄道橋である。
一般には「出山の鉄橋（でやまのてっきょう）」として知られており、箱根観光名所の1つとして多くの観光客に親しまれている。また現存する日本最古の鉄道橋でもある。
秋の紅葉時には、鉄橋上で数秒間の停車などの観光サービスが行なわれる。

## 橋の概要

### 沿革

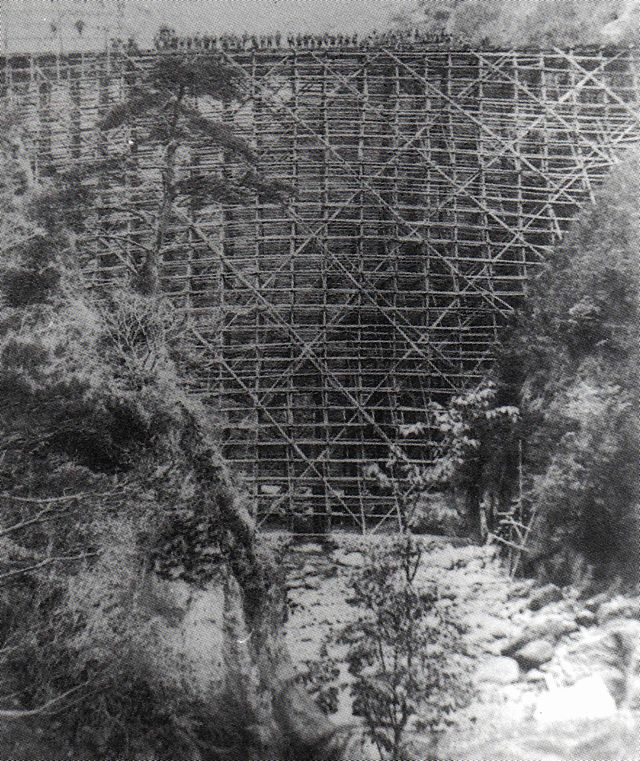
建設中の早川橋梁

当初はアーチ型のトラス構体を新造する予定だったが、第一次世界大戦により資材の輸入が途絶したために、1888年（明治21年）に製造され、東海道本線の天竜川橋梁に架けられていたトラス構体の1つを鉄道院から払い下げを受け、転用したものである。
しかし、払い下げのトラス構体を使用することから、架橋の工事直前に神奈川県知事から「箱根の玄関口である早川に、使い古しの橋を架けるのは景観を損ねる」という意見が出るなど、あまり評判はよくなかった。このため、後に改築するという条件で工事が開始されている。
1915年から工事が始まったが、深さ43 m・幅60 mという深い谷に架橋するため、大規模な総木製の足場を組んで作業を行なった。このために使用された丸太は約1万本ともいわれている。しかし、本項掲載の1枚の建設中の写真以外の資料が全く残っていないため、建設工事の詳細は明らかになっていない。完成は1917年5月31日で、翌日からは足場の解体にかかるというその夜、暴風雨により早川が氾濫し、足場は全て流失してしまったが、鉄橋本体には全く影響がなかった。
1923年9月1日に発生した関東大震災では、鉄道線が震災により甚大な被害を蒙った中、本橋は橋台を僅かに損傷した程度で、奇跡的に被害を免れた。震災前は国道1号は鉄橋の出山信号場側で踏切によって平面交差としていたが、震災後に国道側を掘り下げ、立体交差となった。
その後、改築の話は出ておらず、1991年にかながわの橋100選に選ばれ、1999年2月19日には現存する唯一の錬鋼混合200 ft桁として登録有形文化財に登録されている。近代化産業遺産にも認定されている。

### 特徴
本橋の形式は単純下路ダブルワーレントラス式鉄道橋で、橋長61.0 m、河床からの高さは43 mである。

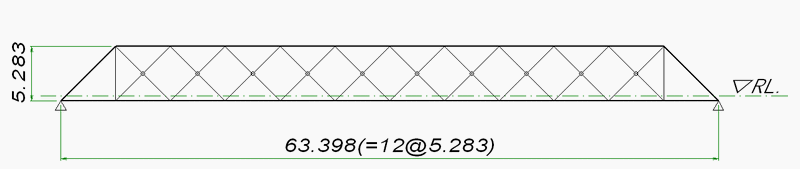
早川橋梁側面図（図中の単位はメートル）

ダブルワーレントラス形式はラチストラスとも呼ばれ、右図に示すようにトラスにおける斜材がX状に配置されている構造である。この形式では斜材が部材中央で交差しており、この位置で斜材同士をピンにより連結することにより、強い圧縮力（押しつける力）が作用したとき、斜材が折れ曲がる「座屈現象」を起こしにくい特性を持つ。したがって、他のワーレントラス形式よりも、斜材を細い部材で構成することが可能である。
一方、もともと非電化路線であった東海道本線のトラス構体を流用したため、トラスの高さは5,283 mmと電化線区のトラス橋としては低い。このため架線の高さを低くできる剛体架線が使用されているが、それでも電車はパンタグラフが折り畳まれた状態に近い形で通過する。

### 諸元
- 種別 - 鋼鉄道橋

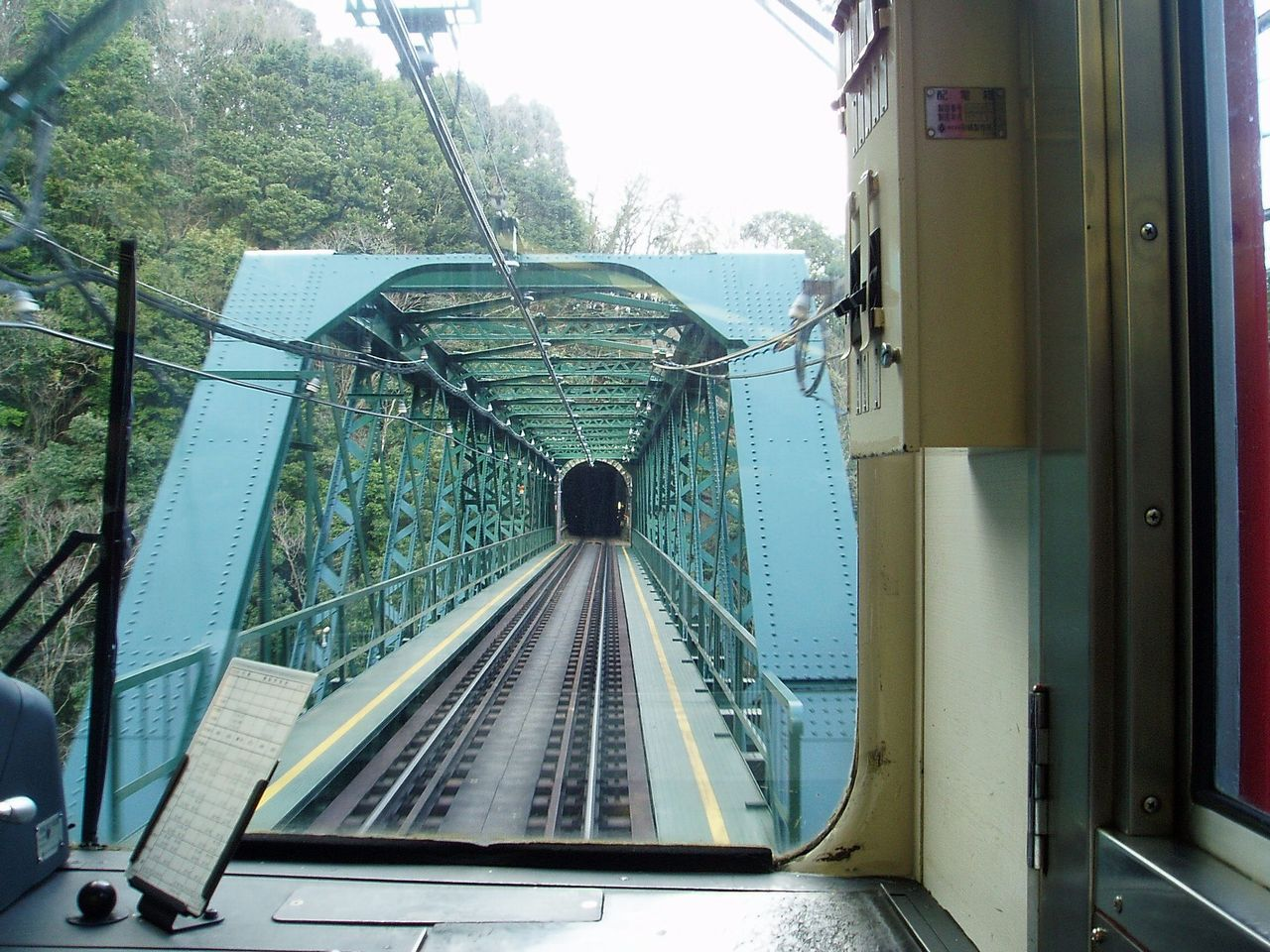
早川橋梁（車内から）

- 形式 - 単純下路ダブルワーレントラス（ラチストラス）
- 橋長 - 61.0 m（橋台前面間距離）
- 支間 - 63.398 m（208 ft）
- 線数 - 単線
- 活荷重 -
- 施主 - 小田原電気鉄道
- 橋梁設計 - Charles Assheton Whately Pownall
- 橋桁製作 - Patent Shaft & Axletree Co. Ld.

## 外部からのアクセス
- 箱根湯本駅から国道1号線を経由するバスに乗車し、出山で下車すぐ。